# Petrolisthes cabrilloi
Petrolisthes cabrilloi är en kräftdjursart som beskrevs av Glassell 1945. Petrolisthes cabrilloi ingår i släktet Petrolisthes och familjen porslinskrabbor. Inga underarter finns listade i Catalogue of Life.